# NN-237
La carretera NN-237 es parte de la red de carreteras departamentales de Nicaragua, administrada por el MTI. Aunque se encuentra registrada en documentos oficiales, aún se desconocen detalles clave como su longitud, trayecto exacto o año de puesta en operación.

## Trazado y cruces
Al momento no se cuenta con información disponible sobre su trazado o cruces con otras rutas. Esta sección se mantendrá vacía hasta contar con datos verificables.

## Coordenadas
No disponibles.